# Simeon Anthony Pereira
Simeon Anthony Pereira (1927 - 2006) là một Giám mục người Pakistan của Giáo hội Công giáo Rôma. Ông nguyên là Tổng giám mục Tổng giáo phận Karachi và Chủ tịch Hội đồng Giám mục Pakistan. Trước đây, ông cũng là Giám mục phụ tá rồi chính tòa Giáo phận Rawalpindi và Giám mục chính tòa Islamabad–Rawalpindi trước khi lãnh đại Karachi.

## Tiểu sử
Tổng giám mục Simeon Anthony Pereira sinh ngày 19 tháng 10 năm 1927 tại Sukkur, thuộc lãnh thổ Pakistan. Sau quá trình tu học dài hạn tại các cơ sở chủng viện, ngày 24 tháng 8 năm 1951, Phó tế Pereira, 24 tuổi, tiến đến việc được truyền chức linh mục. Tân linh mục cũng là thành viên của linh mục đoàn của Tổng giáo phận Karachi.
Sau hai mươi năm công tác mục vụ trên cương vị là một linh mục, ngày 3 tháng 7 năm 1971, tin tức loan báo từ Tòa Thánh cho biết, Giáo hoàng đã tuyển chọn linh mục Simeon Anthony Pereira, 44 tuổi, làm giám mục Phụ tá Giáo phận Rawalpindi, với chức danh giám mục Hiệu tòa Badiae. Tân giám mục đã được cử hành các nghi lễ truyền chức sau đó vào ngày 7 tháng 10 cùng năm, với sự hiện diện và cử hành của năm giáo sĩ cao cấp. Chủ phong cho vị tân chức là Giám mục Rawalpindi Nicholas Hettinga, M.H.M.. Bốn giám mục khác tham dự trong vai trò phụ phong, gồm: Giám mục Ernest Bertrand Boland, O.P., Giám mục chính tòa Giáo phận Multan, Giám mục chính tòa Giáo phận Lyallpur Francesco Benedetto Cialeo, O.P., Giám mục Felicissimus Alphonse Raeymaeckers, O.F.M. Cap. từ Giáo phận Lahore và Giám mục Bonaventure Patrick Paul, O.F.M., chính tòa Giáo phận Hyderabad in Pakistan.
Sau hai năm trên cương vị Giám mục Phụ tá, ngày 17 tháng 12 năm 1973, Tòa Thánh loan tin chọn Giám mục Pereira làm Giám mục CHính tòa của Giáo phận Rawalpindi. Ngày 1 tháng 6 năm 1979, Giáo phận Rawalpindi được đổi tên thành Giáo phận Islamabad–Rawalpindi.
Sau hai mươi năm trên sứ vụ người lãnh đạo của Giáo phận Rawalpindi của Giám mục Pereira chấm dứt bằng quyết định của Tòa Thánh ấn kí ngày 22 tháng 3 năm 1993, qua đó, thăng Giám mục Simeon Anthony Pereira làm Tổng giám mục Phó của Karachi. G6a2n một năm sau đó, ngày 11 tháng 2 năm 1994, ông kế nhiệm trở thành Tổng giám mục chính tòa.
Tám năm sau đó, ngày 20 tháng 11 năm 2002, ông từ nhiệm vị trí Tổng giám mục Karachi vì lý do tuổi tác. Ba năm sau đó, ngày 21 tháng 8 năm 2006, ông qua đời, thọ 79 tuổi.
Ngoài các chức danh trên, ông còn là Chủ tịch Hội đồng Giám mục Pakistan từ năm 2000 đến năm 2002.